# George Handley (Politiker)
George Handley (* 29. Februar 1752 in Sheffield, England; † 17. September 1793 in Savannah, Georgia) war ein US-amerikanischer Politiker und von 1788 bis 1789 Gouverneur von Georgia.

## Frühe Jahre
Der in England geborene Handley ließ sich 1775 in Savannah, Georgia nieder. Als kurz darauf der Unabhängigkeitskrieg ausbrach, schloss er sich der amerikanischen Freiheitsbewegung an. Im Januar 1776 wurde er Leutnant bei einem in Georgia stationierten Regiment der Kontinentalarmee. Dort brachte er es im weiteren Verlauf bis zum Oberstleutnant. Die letzten beiden Kriegsjahre verbrachte er in britischer Kriegsgefangenschaft in Charleston, South Carolina.

## Politischer Aufstieg
Nach dem Krieg kaufte er 1783 ein Anwesen bei Augusta und wurde Friedensrichter. 1784 war er Richter in drei Bezirken und 1787 folgte der Aufstieg zum Generalinspekteur der Miliz von Georgia. Im gleichen Jahr war er Delegierter beim Staatskonvent, auf dem die US-Verfassung ratifiziert wurde. Im Januar 1788 wurde Handley vom Parlament Georgias für ein Jahr zum Gouverneur des Staates berufen. Damit war er der erste Gouverneur Georgias, nachdem das Land den Status eines offiziellen US-Bundesstaates erhalten hatte.

## Gouverneur von Georgia
Ein Hauptproblem seiner Amtszeit war die Einwanderung von Siedlern aus North Carolina und Virginia und die gerechte Landverteilung für diese Neuankömmlinge. Gleichzeitig kam es zwischen den Siedlern und den Creek-Indianern immer wieder zu kriegerischen Konflikten. Die bisherige Verfassung ließ dem Gouverneur nicht viel Handlungsspielraum für ein wirkungsvolles Eingreifen. Daher wurde die Verfassung Georgias während dieser Zeit erneut überarbeitet, um der Staatsregierung mehr Befugnisse zu übertragen. Die innenpolitischen Spannungen zwischen zwei verfeindeten Fraktionen waren ein weiteres Problem, das das Land schon seit einigen Jahren beschäftigte. Noch immer kam es auch zu gewalttätigen Ausschreitungen. Das Problem konnte auch Handley nicht lösen. Es sollte die nachfolgenden Jahre und Jahrzehnte bis in die 1820er Jahre noch weiterbestehen.

## Lebensabend und Tod
Nach Ablauf seiner einjährigen Amtszeit 1789 begleitete er noch einige öffentliche Ämter, wie zum Beispiel als Steuereinnehmer im Hafen von Brunswick (im Auftrag von George Washington) oder als Sheriff im Richmond County. Handley starb im September 1793 im Alter von 41 Jahren. Er war seit 1780 mit Sarah Howe verheiratet. Das Paar hatte einen Sohn.